# Calyptranthes fasciculata
Calyptranthes fasciculata är en myrtenväxtart som beskrevs av Otto Karl Berg. Calyptranthes fasciculata ingår i släktet Calyptranthes och familjen myrtenväxter. Inga underarter finns listade i Catalogue of Life.